# Platyzosteria jungi
Platyzosteria jungi är en kackerlacksart som först beskrevs av Johann Gottlieb Otto Tepper 1895.  Platyzosteria jungi ingår i släktet Platyzosteria och familjen storkackerlackor. Inga underarter finns listade i Catalogue of Life.